# 히브리 유니언 칼리지
히브리 유니언 칼리지(Hebrew Union College – Jewish Institute of Religion, HUC, HUC-JIR)는 미국내 3곳, 예루살렘내 1곳에 위치한 유대인 신학교이다. 아메리카의 가장 오래된 유대인 신학대학이며 개혁파 유대교의 랍비, 교육자를 훈련시키기 위한 주요 신학대학이다. 오하이오주 신시내티, 뉴욕주 뉴욕, 캘리포니아주 로스앤젤레스, 예루살렘에 캠퍼스를 두고 있다.